# Szeminárium (felsőoktatás)
A szeminárium főként a felsőoktatásban alkalmazott olyan oktatási forma, oktatásszervezeti megoldás, amelynek a lényegét elsősorban egy másik oktatási formával, az előadással összevetve lehet megérteni.
Míg az előadáson az egyetem vagy főiskola tanára nagyobb számú diákközösség számára „leadja” az anyagot, vagyis a tanár előad, a diákok pedig hallgatnak (és jegyzetelnek), addig a szeminárium keretén belül az oktató (a szemináriumvezető) egy kisebb létszámú hallgatói csoportot vezet, amelyben a hallgatók aktív részvételével történik a szeminárium anyagának az elsajátítása. A diákok a tanár által kijelölt vagy maguk által választott témákról előadást (referátumot) tartanak, vagy dolgozatot írnak, amit a szeminárium résztvevői általában megvitatnak. Az előadásokon a részvétel ajánlott, a szemináriumokon viszont rendszerint kötelező. Gyakori, hogy a vizsgára bocsátás feltétele a szemináriumi követelmények teljesítése.
Újabban találkozhatunk olyan szemináriumokkal, ahol a tudományos munka fő célja nem egyszerűen az ismeretek elsajátítása, hanem a kutatás (kutatói szemináriumok).